# مناهم گولان
مناهم گولان (عبری: מנחם גולן‎؛ ۳۱ مهٔ ۱۹۲۹ – ۸ اوت ۲۰۱۴ (۸۵ سال) تهیه‌کننده، فیلمنامه‌نویس و کارگردان اسرائیلی بود. او به همراه پسر عمویش یورام گلوباس مالک شرکت گروه کانن بود. کانن در دهه ۱۹۸۰ پس از اینکه گولان و گلوباس در زادگاه خود اسرائیل در دهه ۱۹۷۰ به موفقیت‌های چشمگیری در فیلمسازی دست یافتند، در تولید فیلم‌های آمریکایی با بودجه کم تا متوسط، تخصص داشت.
گولان فیلم‌هایی با حضور بازیگرانی مانند شان کانری، سیلوستر استالونه، چاک نوریس، ژان کلود ون دام و چارلز برونسون تولید کرد و برای مدتی به عنوان تهیه‌کننده فیلم‌های کمیک شناخته شد. تلاش برای صلح، کاپیتان آمریکا، و تلاش ناقص او برای آوردن مرد عنکبوتی به پرده نقره‌ای. جولان همچنین فیلمنامه‌های متعددی را با نام مستعار جوزف گلدمن نوشت و صیقل داد. گولان در زمان مرگ بیش از ۲۰۰ فیلم تهیه کرد، ۴۴ فیلم را کارگردانی کرد و برنده ۸ جایزه "Kinor David" و همچنین "جایزه اسرائیل" در سینما شد. او برای فیلم اتلو (۱۹۸۶) ساخته فرانکو زفیرلی نامزد جایزه بفتا بهترین فیلم خارجی زبان شد.

## زندگی خصوصی
گولان با راشل (۱۹۳۰–۲۰۱۵) هنرمند آرایشگر ازدواج کرد و دارای سه دختر، روان‌شناس بالینی و روانکاو روث گولان (متولد ۱۹۵۳)، نائومی (۱۹۵۸–۲۰۱۵) و یائل (متولد ۱۹۶۴) بود. پسر عموی او یورام گلوباس تهیه‌کننده اسرائیلی-آمریکایی بود.

## گزیده فیلم‌شناسی
- ۱۹۶۳ - ال‌دورادو (کارگردان)
- ۱۹۷۵ - الماس‌ها (کارگردان)
- ۱۹۷۸ - توطئه اورانیوم (کارگردان و تهیه‌کننده)
- ۱۹۸۱ - نینجا وارد می‌شود (کارگردان)
- ۱۹۸۵ - سازمان مخفی آسیزی (تهیه‌کننده)
- ۱۹۸۶ - نیروی دلتا (کارگردان و تهیه‌کننده)
- ۱۹۸۷ - در اوج (کارگردان و تهیه‌کننده)
- ۱۹۸۸ - رینگ خونین (تهیه‌کننده)
- ۱۹۸۹ - شبح اپرا: فیلم سینمایی (تهیه‌کننده)
- ۱۹۹۳ - قهرمانان مرگبار (کارگردان و نویسنده)
- ۲۰۰۲ - جنایت و مکافات (کارگردان)

## درگذشت
هنگام بازدید از یافا، تل‌آویو، با اعضای خانواده در صبح روز ۸ اوت ۲۰۱۴، گولان غش کرد. او هوشیاری خود را از دست داد و تلاش برای احیای او شکست خورد. در زمان مرگ او ۸۵ سال داشت.